# Нефтебаза (Нюрбинский район)
Нефтеба́за (якут. Нефтебаза) — село в Нюрбинском районе Республики Саха (Якутия) России. Входит в состав Октябрьского наслега.

## География
Село находится в западной части Якутии, в пределах восточной части Верхневилюйского плато, на левом берегу реки Вилюй, на расстоянии 6 км к востоку от города Нюрба, административного центра района.
Климат
Климат характеризуется как резко континентальный, с продолжительной морозной зимой и жарким летом. Абсолютный минимум температуры воздуха самого холодного месяца (января) составляет −61 °C; абсолютный максимум самого тёплого месяца (июля) — 40 °C. Среднегодовое количество атмосферных осадков составляет 260—280 мм. Снежный покров держится в течение 210—225 дней в году.

## История
Согласно Закону Республики Саха (Якутия) от 30 ноября 2004 года N 173-З N 353-III село вошло в образованное муниципальное образование Октябрьский наслег.

## Население
| 2002 | 2010 | 2021 |
| ---- | ---- | ---- |
| 172  | ↘128 | ↘112 |

Гендерный состав
По данным Всероссийской переписи населения 2010 года ,в гендерной структуре населения из 128 человек мужчин 60 (46,9 %), женщин — 68 (53,1 %).
Национальный состав
Согласно результатам переписи 2002 года, в национальной структуре населения русские составляли 44 %, якуты 31 % из 172 чел.